# Tauromàquia

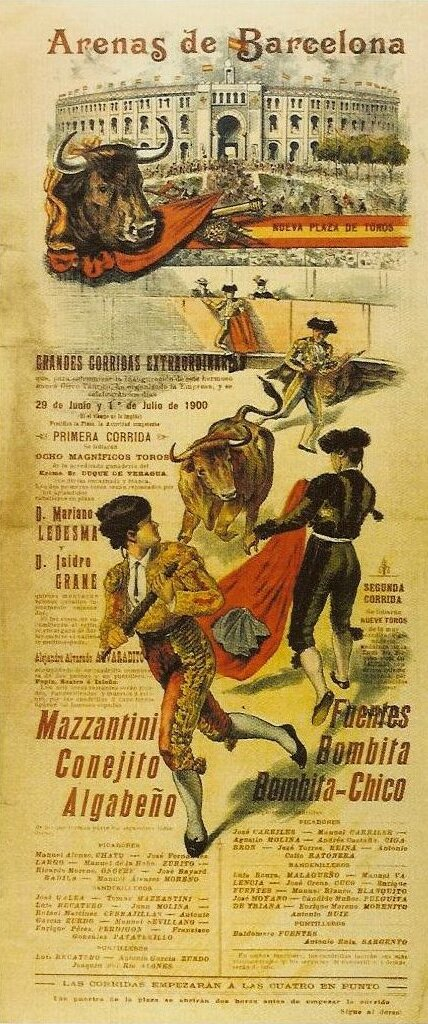
Cartell d'inauguració de la Plaça de toros de les Arenes l'any 1900.

La tauromàquia (del grec ταῦρος, bou, i μάχεσθαι, lluitar), coneguda també com a corrida, cursa de braus o correguda de bous, fa referència en el seu significat més ampli a la pràctica de lluitar amb bous. Una altra variant són els bous al carrer, una forma d'espectacle festiu practicat al País Valencià i a l'Aragó. La Unesco va rebutjar considerar-la Patrimoni Cultural Immaterial de la Humanitat. A gran part d'Espanya i a alguns països de Llatinoamèrica, es practica el toreig, un espectacle que generalment acaba amb la mort del bou.
Aquesta activitat té antecedents que es remunten a l'edat del bronze i s'ha desenvolupat al llarg dels segles com a forma de demostració del coratge, en la línia d'algunes tribus que encara practiquen ritualment la transició de la infantesa cap a l'edat adulta.
A més de l'espectacle, la tauromàquia inclou la cria dels toros, les normes de protecció i adequació dels carrers, la classificació dels bovins d'acord amb el seu pelatge, comportament i anadura. Al País Valencià i a les Terres de l'Ebre, els toros són un element important de les festes tradicionals de diversos pobles, com ara els bous al carrer, els bous a la mar a Dénia, el bou capllaçat, el bou embolat, i el bou en corda, a Xiva.
No obstant això, la pràctica més coneguda a tot el món són les curses en què un matador brega el toro amb objectes punxants fins a matar-lo amb una estocada d'espasa. Aquesta pràctica és considerada per a molts com a element identitari d'Espanya, de Mèxic, de Baiona i de les Boques del Roine (Occitània), i alhora considerada per a molts d'altres com a acte de crueltat.

## Història

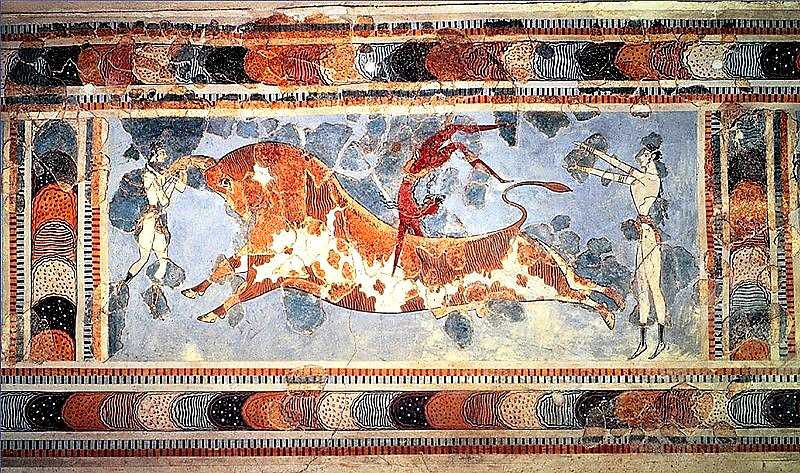
Fresc de la Creta minoica representant un ritual de salts sobre toros (Taurocatàpsia)

Felip V d'Espanya considerava la fiesta un espectacle bàrbar i cruel, i la noblesa, fascinada pels usos i costums versallescs portats pel rei i per cortesia cap al mateix, abandonà les places i el toreig a cavall. Aleshores el poble es va apoderar de la fiesta i va crear el toreig com és actualment. Era el primer pas del canvi que, recolzant-se en el motí de Squillace (1766), afloraria al segle xix. Durant el primer terç del segle xviii fins a 1733, els varilargueros, coneixedors i majorals de les ramaderies, van succeir els senyors; però a partir d'aquesta data el matador de peu es guanya el favor del públic. A més, apareixen les denominades ganaderías bravas i es comença a seleccionar els toros per a la lluita. D'un altre costat, es construeixen les primeres places de toros, edificis destinats a la fiesta i s'escriuen les primeres tauromàquies, que fixen la tècnica i les normes.
Van existir dos corrents regionals, la combinació de les quals va sorgir el toreig a peu: la manera basconavarresa i l'andalusa. La tauromàquia basconavarresa es basava en els salts, en els recortes i en les banderilles, mentre que l'andalusa utilitzava la capa per enganyar els toros. Durant alguns decennis tots dos estils es van disputar la primacia del públic i va ser el model andalús el qui va guanyar. De la tauromàquia basconavarresa, en va deixar constància gràfica Francisco de Goya.
Amb diverses variacions, es van establint al llarg del segle xviii tots els elements de les curses de braus modernes. Es considera l'espanyol Francisco Romero el pare del toreig modern. Aquest, fundador d'una cèlebre dinastia, havia pres part de les darreres curses de braus cavalleresques. Va inventar la muleta, va dividir la lluita en tres parts (varas, banderillas y muerte) i va subordinar la cuadrilla a les exigències del torero. Tanmateix, són el seu fill Juan Romero i el seu net Pedro els qui al decenni dels setanta del segle xviii imposin definitivament la seva visió de la tauromàquia.
Malgrat que a Catalunya hi havia hagut des d'antic la tradició de jugar amb els toros, l'espectacle de la lídia no va arribar-hi fins a principis del segle xix. En concret va ser l'any 1802 quan per a la visita de Carles IV a Barcelona, es va indicar que calia construir un toril per a distracció dels monarques i la cort durant la seva estada a la ciutat. La plaça fou construïda amb fusta amb una capacitat per a 14.000 espectadors, i serví de base per a la posterior construcció de la plaça del Torin de la Barceloneta l'any 1834. Al País Valencià, la primera plaça de bous fou la de Bocairent (1843), que a més és l'única excavada a la roca.
Al final del segle xx, diferents grups ecologistes de països afins reivindicaren la prohibició de les curses de braus, sense cap èxit aparent.

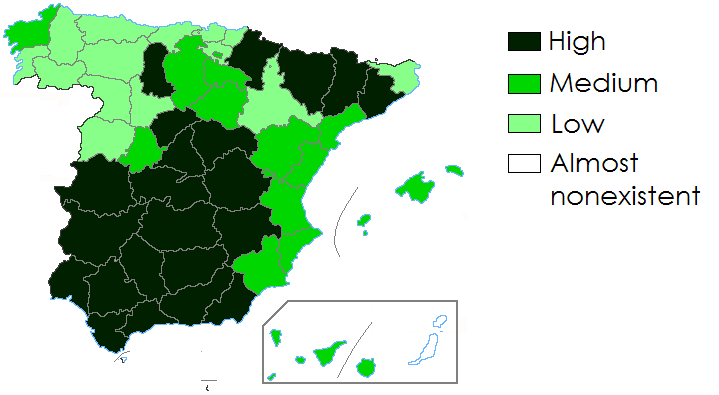
El toreig en les províncies espanyoles durant el.

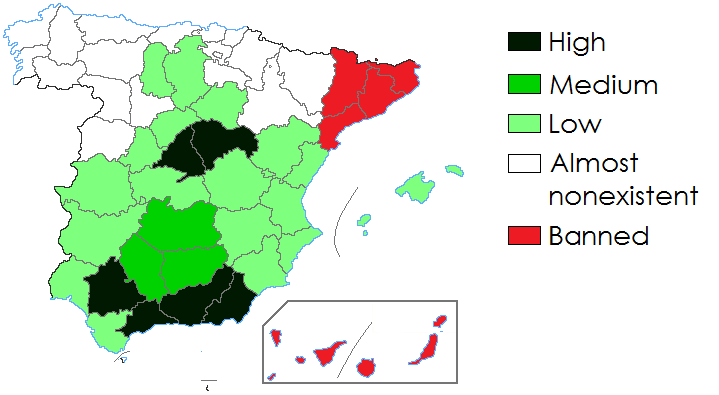
El toreig en les províncies espanyoles al 2012.

Al començament del segle xxi algunes ciutats catalanes, entre elles Barcelona, s'han reivindicat com a antitaurines. Finalment el 28 de juliol de 2010, després de ser presentada una Iniciativa Legislativa Popular al Parlament de Catalunya, els diputats catalans votaren en favor de l'abolició de les curses de braus a Catalunya (per 68 vots a favor de l'abolició, 55 en contra i 9 abstencions).
El diumenge 3 de juny de 2012 reflotà de nou la polèmica al voltant de la tauromàquia a causa dels resultats del referèndum que se celebrà al municipi de Guijo de Galisteo, a la província extremenya de Càceres. La consulta girà al voltant de quin havia de ser el destí de 15.000 euros del pressupost local en el context de greu crisi econòmica internacional, essent l'opció triada majoritàriament les curses de braus (241 vots) en detriment de la creació de llocs de treball temporal (181 vots).
El 2020 la UNESCO rebutjà la proposta de declarar les festes de la tauromàquia com a Patrimoni Cultural Immaterial de la Humanitat.

## La festa dels toros portuguesa
Un aspecte inseparable de la cultura portuguesa és la seva particular Festa dels toros. La importància i antiguitat d'aquesta activitat va crear un tipus especial de ramader, el camperol, un tipus d'home sever, amb vestit característic i que viu sobre del seu cavall. Profundament arrelada, aquesta festa inclou toradas i largadas (com en els San Fermines de Pamplona) en plena població.
En aquestes festes no es mata al toro, simplement se'l venç amb un joc de força molt elegant i pintoresc, abans de la qual cosa es desenvolupa un bell espectacle de rejoneo i es col·loquen banderillas des del cavall, tot això amanit amb indumentària del segle xviii.
Després apareixen els forcados, que destrament s'enfronten al toro per tombar-lo a terra.
El gran centre taurí de Portugal és Ribatejo i els seus voltants, i la temporada va d'abril a octubre.

## La tauromàquia dels betsileo
L'ètnia betsileo celebra una festa a Amoron'Imania (Madagascar) en la qual es fa una lluita contra bous zebú penjant-se al gep o de les banyes fins que aquests es cansen. Els participants, que són homes, ho fan per a impressionar les dones per a aconseguint oportunitats de trobar parella.

## Penya taurina
Al País Valencià i al sud de Catalunya, una penya taurina és un grup de persones que s'uneixen amb el propòsit de participar en la tauromàquia d'un poble. Una de les tasques de la penya és fer diners per a la construcció del cadafal (una estructura reixada que permet refugiar-se del bou) i la tasca d'instal·lar-lo cada any al carrer.